# Sergei Mitrenko
Sergei Vladimirovich Mitrenko (tiếng Nga: Сергей Владимирович Митренко; sinh ngày 23 tháng 1 năm 1998) là một cầu thủ bóng đá người Nga thi đấu cho F.K. Orenburg-2.

## Sự nghiệp câu lạc bộ
Anh có màn ra mắt tại Giải bóng đá chuyên nghiệp quốc gia Nga cho F.K. Orenburg-2 vào ngày 27 tháng 7 năm 2017 trong trận đấu với FC Chelyabinsk.